# Schäftlarn
Schäftlarn este o comună din districtul München, landul Bavaria, Germania.

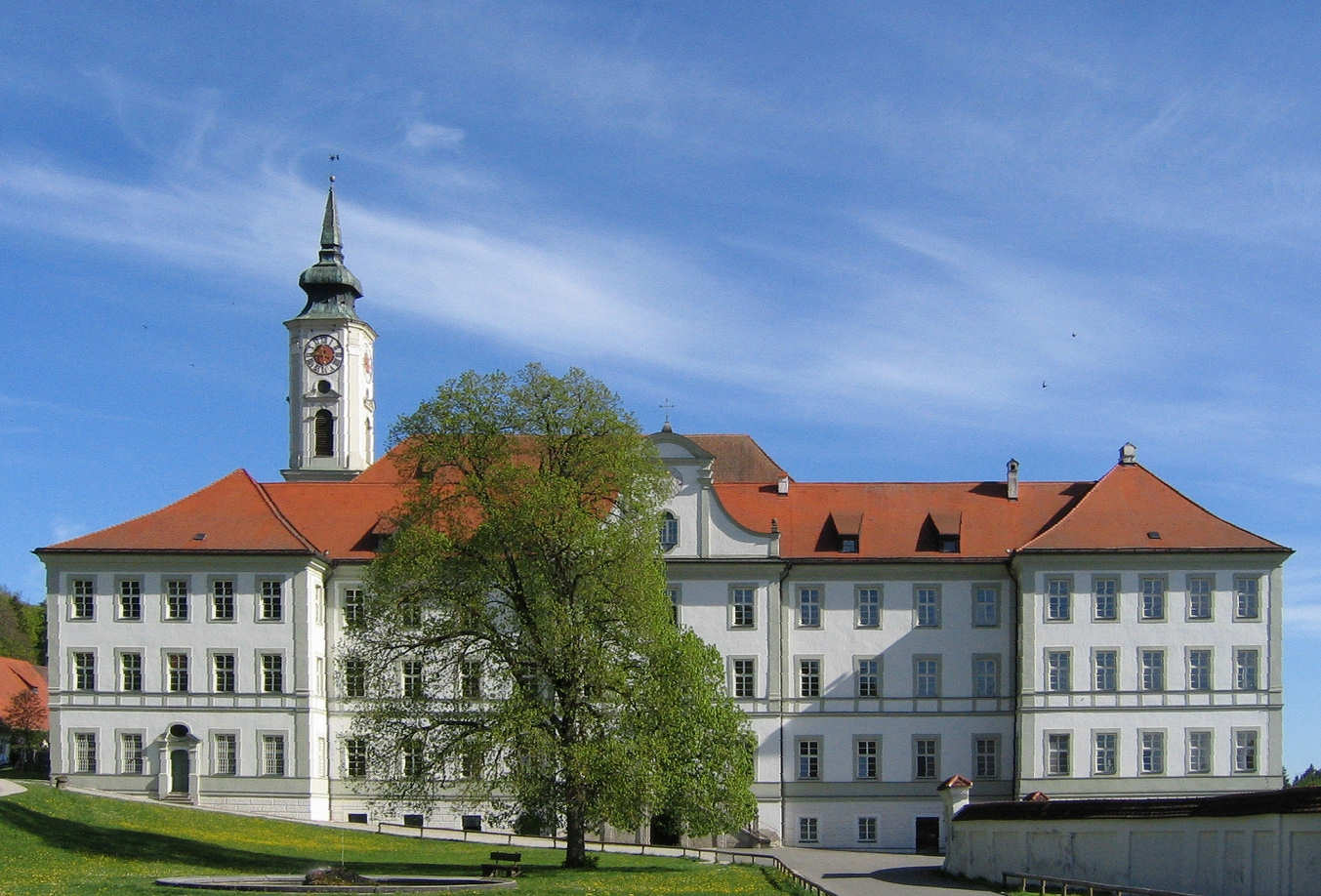
Schäftlarn
(Mănăstirea Schäftlarn)